# Infarm
Infarm ist ein im Jahr 2013 in Berlin gegründetes Start-up-Unternehmen, das mit dem Konzept des Vertical Farming ökologisch direkt in Restaurants oder in Verkaufseinrichtungen erzeugte Kräuter und Gemüsesorten anbietet.
Im September 2021 wurde das Unternehmen als erstes deutsches Foodtech-Start-up mit mehr als einer Milliarde Dollar bewertet. Im Jahr 2022 entließ das Unternehmen erst die Hälfte der Belegschaft und zog sich im Frühsommer 2023, nach weiteren Entlassungen, ganz aus Europa zurück.

## Geschichte

### Gründung und frühe Entwicklungen
Das Unternehmen wurde im August 2013 von Guy Galonska, Erez Galonska und Osnat Michaeli, drei Israelis, im Berliner Ortsteil Kreuzberg, Glogauer Straße 6, als GmbH gegründet. Ausgangspunkt war ihr Wunsch frische Kräuter für den Eigenbedarf bereitzuhaben. Der Firmenname ist ein Kofferwort aus Indoor und  Urban Farming.
Mit Eigenkapital begannen sie schließlich, in einem umgebauten Wohnwagen Samen, die weder chemisch noch gentechnisch behandelt wurden, zu züchten. Danach wurden die Setzlinge in übereinander gestellte Brutschränke (Modularsystem) gebracht, wo sie unter optimalen Bedingungen bzgl. Licht, Feuchtigkeit und Nährstoffen heranwachsen konnten. Die Wachstumsprozesse wurden digital überwacht und gesteuert und benötigten so wenig Personal. Erklärtes Ziel war bereits sehr früh, „mit Infarm ein Netzwerk von Farmen [zu] schaffen, das so nah wie möglich am Endverbraucher produziert.“

### Wagniskapital und Bewertung als Unicorn
Im Frühjahr 2018 fanden sich Investoren, die dem Start-up als weitere Finanzhilfe 20 Millionen Euro bereitstellten. Im September 2020 wurde eine Finanzierungsrunde in Höhe von 170 Millionen US-Dollar bekannt. Im Dezember 2021 wurde Infarm als erstes deutsches Foodtech-Start-up mit mehr als einer Milliarde Dollar bewertet.
2022 wurde eine Kooperation von Infarm mit dem Einrichtungskonzern IKEA bekannt, in dessen Filialen das Unternehmen zukünftig Standorte integrieren wird.

### Entlassungen und Rückzug aus Europa
Im Sommer 2022 entließ das Unternehmen 50 Mitarbeiter und Ende des Jahres weitere rund 500 Mitarbeiter und damit mehr als die Hälfte der Belegschaft. Infarm verkleinerte außerdem die Geschäfte in Großbritannien, Frankreich und den Niederlanden und zog sich aus Seattle und Texas zurück, um sich auf seine Kernmärkte zu konzentrieren und das Unternehmen wirtschaftlich aufzustellen. Als Gründe gab das Unternehmen steigende Energie-, Kapital- und Materialkosten sowie Lieferschwierigkeiten an. Im Mai 2023 wurden die Möglichkeit eines vollständigen Rückzugs aus Europa und weitere Entlassungen auf dem Kontinent öffentlich. Vor allem die deutlich gestiegenen Energiekosten müssen durch einen Neustart bzw. eine Fokussierung auf eine Region mit geringeren Produktionskosten, wie beispielsweise dem Mittleren Osten, ausgeglichen werden. Im September 2023 meldete die niederländische Muttergesellschaft Insolvenz an. Noch ist nicht bekannt, wie sich das auf die gesamte Firma auswirkt.

## Unternehmen

### Standorte
Für das Infarming mit dem Motto „wir schaffen eine Umgebung, in der Wachstumsprozesse der Natur so genau wie möglich reproduziert werden“ (und ohne lange Lieferwege), hatten die Firmengründer bis 2018 rund 50 Berliner Restaurants, beispielsweise Sternekoch Tim Raue und den Israeli Meir Adoni, als Mieter von je zwei ihrer Farmen gefunden. Außerdem gewannen die Unternehmer Supermärkte und Lagerhäuser in Berlin als Standorte. Dazu gehörten Filialen des Edeka-Verbunds sowie einige Märkte von selbstständigen Kaufleuten der REWE und einige Cash & Carry Filialen der Metro AG. Im Spätsommer 2020 hatte Infarm Partnerschaften mit mehr als 30 großen Lebensmitteleinzelhändlern in mehreren Ländern abgeschlossen, z. B. Albert Heijn, Aldi und Auchan. Weitere Partner gibt es in Düsseldorf, Hannover, Hamburg, Rostock und Wiesbaden.
Die Firmengründer verfolgten das Ziel, bis Mitte des Jahres 2019 1000 Indoor-Farmen in Europa zu betreuen, das in Spandau unterhaltene Forschungszentrum auszubauen und das Sortiment beispielsweise um Chili oder Kohl zu erweitern. Im Mai 2022 hieß es im Zusammenhang mit einer Veröffentlichung: Infarm hat „mehr als 30 der weltweit führenden Einzelhandelsketten in 10 Ländern in Nordamerika, Asien und Europa“ als stetige Anbieter ihrer Produkte gewonnen. Bis 2030 wird eine Expansion in 20 Länder auf drei Kontinenten sowie im Nahen Osten angestrebt.

### Finanzielle Entwicklung
Das Unternehmen hat bisher (Stand Sommer 2023) insgesamt mehr als 600 Mio. Dollar Wagniskapital eingesammelt und wurde im Dezember 2021 mit mehr als einer Milliarde bewertet. 2019 erwirtschaftete das Unternehmen einen Umsatz von knapp 2 Mio. Euro. 2020 lag dieser bei rund 5,2 Mio. Euro, während der Jahresfehlbetrag 48 Mio. Euro betrug. Im Sommer 2022 wurde ein Rückgang des Umsatzes im Vergleich zum Vorjahr berichtet. Nach Angaben aus Finanzkreisen ist eine Rettungsfinanzierungsrunde geplant, die von der Qatar Investment Authority angeführt werden soll.
|                          | 2018      | 2019      | 2020      | 2021                 |
| ------------------------ | --------- | --------- | --------- | -------------------- |
| Umsatz                   | 523.0000  | 2,0 Mio.  | 5,2 Mio.  | noch nicht verfügbar |
| Jahresfehlbetrag         | 11,7 Mio. | 24,4 Mio. | 48,0 Mio. | noch nicht verfügbar |
| Unternehmensbewertung    |           |           |           | > 1 Mrd.             |
| Erhaltenes Wagniskapital | 20. Mio.  |           | 150 Mio.  |                      |

## Angebot
Infarm stellt bei seinen Kunden gläserne transparente Hochregale auf, deren Betrieb sie selbst finanziert. In diesen Schränken wachsen die Pflänzchen bis zur Erntereife unter den Augen der Kunden heran. Die Kräuter und Gemüsepflanzen, die auch aus anderen Klimazonen stammen können, werden von Infarm-Mitarbeitern zweimal wöchentlich geerntet und samt Wurzeln an der Frischtheke verkauft. „So bleiben wichtige Nährstoffe und Vitamine länger erhalten, bis der Kunde sie zuhause von den Wurzeln befreit“ heißt es in einer entsprechenden Begründung.
Darüber hinaus betreibt das Unternehmen Growing Center, die verschiedene Farming Units enthalten. Die Units haben eine Höhe von bis zu 18 Metern und benötigen eine Grundfläche von 25 m². Sie erzielen nach Angaben des Unternehmens das Äquivalent von bis zu 10.000 m² Ackerland und sind bis zu 400-mal ertragreicher als die bodenbasierte Landwirtschaft. Im Vergleich zur traditionellen Landwirtschaft verbrauchen alle Farmen von Infarm 95 % weniger Wasser, reduzieren den Transport um 90 % und verzichten auf den Einsatz von chemischen Pestiziden.